# Communauté de communes des Monts et vallées de l'Adour
La communauté de communes des Monts et vallées de l'Adour est une ancienne communauté de communes française, située dans le département du Gers.

## Historique
Communauté de communes des Monts et vallées de l'Adour a été intégrée le 1er janvier 2009 à la communauté de communes Armagnac-Adour.

## Composition
Elle est composée des communes suivantes :
1. Cahuzac-sur-Adour
2. Caumont
3. Goux
4. Labarthète
5. Lelin-Lapujolle
6. Maulichères
7. Maumusson-Laguian
8. Riscle
9. Saint-Germé
10. Saint-Mont
11. Sarragachies
12. Tarsac
13. Verlus
14. Viella

## Sources
- Le SPLAF (Site sur la Population et les Limites Administratives de la France)
- La base ASPIC